# Batalha de Saint-Mihiel
A Batalha de Saint-Mihiel foi um evento da Primeira Guerra Mundial, ocorrido entre os dias 12 e 15 de setembro de 1918. Envolveram-se na Batalha a Força Expedicionária Americana e 48.000 soldados franceses sob o comando do general americano John J. Pershing. Eles enfrentaram forças do Império Alemão. O Serviço Aéreo Americano (que mais tarde se tornaria a Força Aérea Americana) desempenhou um importante papel na ação.
Essa batalha marcou o primeiro uso dos termos militares "dia D" e "hora H" pelos americanos.
A ofensiva em Saint Mihiel foi parte do plano de Pershing que esperava que suas tropas rompessem as linhas alemãs e tomassem a cidade fortificada de Metz. Foi um dos primeiros avanços terrestres americanos na I Guerra com captura de soldados inimigos em retirada, sendo bem-sucedido em apanhar por sorte a artilharia alemã fora de posição. Foi mostrado o papel crítico da artilharia durante esse conflito e as dificuldades em suprir os numerosos exércitos em movimento. À medida que as forças de Pershing se movimentavam, se distanciando da artilharia e com abastecimento dificultado pelas estradas lamacentas, o ímpeto aliado foi enfraquecido. O avanço até Metz não foi executado e os alemães conseguiram reforçar as posições, fazendo com que os americanos decidissem então pela Ofensiva Meuse-Argonne.

## Prelúdio

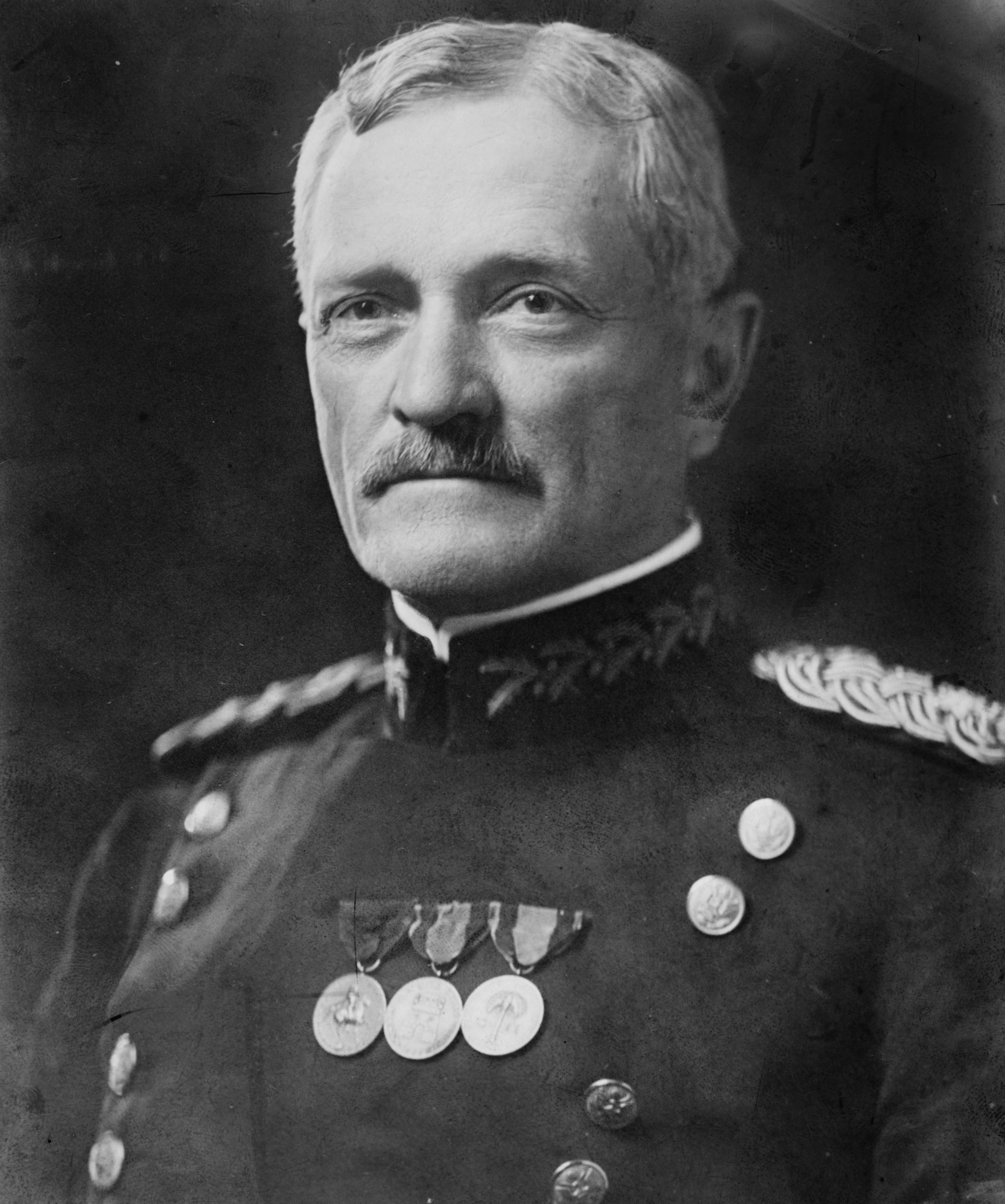
General Pershing

O general John Pershing avaliou que um ataque bem sucedido na região de São Mihiel, Metz e Verdun traria um impacto significativo sobre o exército alemão. O general queria controlar as ferrovias e rodoviais e que os americanos tomassem Mertz, o centro da rede ferroviária da área. Atingidas essas metas, Pershing pretendia partir para ofensivas dentro do território alemão.

### Informes sobre o clima
As previsões climáticas dos americanos indicavam fortes ventos e chuvas intermitentes durante o dia e a noite, com estradas enlameadas no caminho" A ordem para avançar representou um desafio para as tropas, com os soldados enfrentando em alguns trechos lama e água até os joelhos. Depois de cinco dias de chuva, o estado do solo interrompeu a passagem de tanques e da infantaria. Muitos blindados motorizados sofreram panes pela entrada de água nos motores, enquanto outros ficaram presos no lamaçal.

### As defesas alemãs

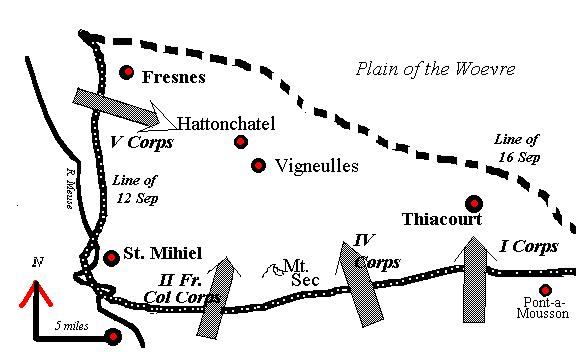
Mapa da batalha

Os alemãs haviam se preparado com antecedência, instalando séries de trincheiras aprofundadas, obstáculos com arames farpados e nichos de metralhadoras. O terreno da batalha ficava próximo de três vilarejos: Vigneulles, Thiaucourt e Hannonville-sous-les-Cotes. Para cercar os alemães, esses vilarejos deveriam ser tomados. Os planos dos americanos determinavam aos soldados passarem pelas trincheiras e marcharem ao longo das rodovias
Eles estavam bem informados sobre detalhes das forças aliadas que vinham em sua direção. Um jornal suíço havia publicado a data, hora e duração da preparação das barragens de artilharia. Contudo, o número de homens e armamentos das tropas alemãs era deficiente na aérea, além dos comandantes serem fracos para planificarem contra-ataques. Assim, eles decidiram sair de Saint Mihiel e juntarem suas forças na chamada Linha Hindenburg. Os aliados ficaram sabendo desse movimento ao descobrirem uma ordem escrita para as tropas de von Gallwitz.

## Os blindados dos Aliados
Os blindados militares dos Aliados (em inglês Allied Armored Forces) eram uma novidade no teatro de guerra francês, mas treinaram muitos meses na preparação para o enfrentamento com o o exército alemão. Os britânicos haviam usado blindados na Batalha de Cambrai (1917) e impressionaram o general Pershing, que ordenou o desenvolvimento de uma força de tanques para apoiar a Infantaria da Força Expedicionária Americana. Como resultado, em setembro de 1918 o coronel George S. Patton já havia finalizado o treinamento de dois batalhões de tanques (144 tanques FT-17 franceses, organizados nos 326º e 327º batalhões) em Langres, França, prontos para a ofensiva em Saint Mihiel. A reforçarem os blindados dos americanos, as tropas contavam ainda com 275 tanques franceses (216 FT-17's e 59 Schneider CA1 ) da Primeira Brigada da Artilharia de Assalto - o que totalizou 419 veículos blindados.

## Consequências
Após a batalha Saint Mihiel ficou divida em vários setores. Em cada setor ficou um Corpo Militar que podia operar no interior, dentro dos limites. O V Corpo Americano assumiu a vértice noroeste, o II Corpo Colonial Francês ficou com o sul e os IV e I Corpos americanos ficariam no vértice sudeste da área. Com isso o general Pershing deixava um eixo principal para apoiar os vértices mais fracos. As forças restantes seguiram em direção a Metz. O braço composto pelos IV e V Corpos, dirigiria o ataque na área e faria a ligação entre as forças amigas no vilarejo francês de Vigneulles, enquanto o II Corpo Colonial Francês retinha os alemães abaixo das encostas.

### Interpretações sobre o resultado
Avaliou-se que a vitória dos americanos comandados pelo general Pershing em Saint-Mihiel deveu-se ao minucioso planejamento do ordenamento das operações. Havia detalhes para a penetração nas trincheiras alemãs, combinando as várias armas de combate. Os tanques apoiavam os avanços da Infantaria, com dois tanques tomando a frente de uma companhia e o terceiro permanecendo na retaguarda. Graças a esse planejamento, o I Corpo Americano atingiu seu objetivo na primeira jornada, antes do meio-dia. E o objetivo do segundo dia foi alcançado à tarde.
Outra razão aventada para a vitória foi a audácia dos comandantes de pequenas unidades no campo-de-batalha. Ao contrário dos oficiais da I Guerra que comandavam de um local afastado, o coronel Patton liderou seus homens ficando na linha de frente. Ele e os outros que assim agiram, acreditavam que o controle pessoal ajudava a contornar o caos do calor da batalha.